# 日本国際工科専門学校
日本国際工科専門学校（にほんこくさいこうかせんもんがっこう）は、千葉県松戸市にある千葉県認可の私立専修学校。運営は学校法人朝日学園が行っている。

## 所在地
- 1号館 千葉県松戸市新松戸4-2-1
- 2,3号館 千葉県松戸市新松戸1-130
- 4号館 千葉県松戸市新松戸4-5-2
- 5号館 千葉県松戸市新松戸4-5-3
- 6号館 千葉県松戸市新松戸3-440
- 7号館 千葉県松戸市新松戸4-5-4
- 8号館 千葉県松戸市新松戸北1-15-4

## 沿革
- 1980年3月19日 - 学校法人朝日学園認可
- 1984年7月1日 - 明生情報処理専門学校開設準備室開設
- 1985年2月15日 - 校舎竣工
- 1985年2月25日 - 実習用システム導入
- 1985年3月30日 - 学校法人朝日学園明生情報処理専門学校認可　情報システム学科（現コンピュータネットワーク科）設置
- 1985年4月8日 - 開校式
- 1990年3月12日 - 新校舎（本館）竣工
- 1991年3月31日 - 新校舎（3号館）竣工
- 1991年4月1日 - システムエンジニア科（現コンピュータエキスパート科）新設
- 1992年4月1日 - 新校舎（5号館）竣工
- 1993年7月2日 - 文部省職業教育高度化開発研究指定校認可
- 1993年9月2日 - モスクワ大学第1期留学生編入学　これよりモスクワ大学との提携始まる
- 1994年4月1日 - 商業実務課程情報経理科（現オフィススペシャリスト科）新設
- 1995年4月1日 - 明生情報ビジネス専門学校に校名変更　マルチメディア科（現デジタルクリエイター科）新設
- 1997年4月1日 - 日本語科新設
- 2001年4月1日 - コンピュータビジネス科国際情報ビジネスコース（3年課程）新設
- 2001年10月1日 - 新マルチメディア実習室設置　各実習室にプロジェクターシステム導入
- 2005年4月1日 - デジタルクリエイター科に名称変更（マルチメディア科）
- 2006年4月1日 - コンピュータエキスパート科に名称変更（コンピュータサイエンス科）
- 2006年4月1日 - コンピュータネットワーク科に名称変更（システム科）
- 2006年4月1日 - オフィススペシャリスト科に名称変更（コンピュータビジネス科）
- 2008年 - オフィススペシャリスト科に医療事務コースを新設
- 2013年4月1日 - メディアクリエイター科に名称変更（デジタルクリエイター科）
- 2017年10月 - 6号館竣工
- 2020年4月 - 8号館竣工、ビジネススペシャリスト科にホテルマネジメントコース（２年課程）新設
- 2021年4月1日 - 成田つくば航空専門学校（現校名 成田国際航空専門学校）を姉妹校化
- 2021年5月1日 - 日本国際工科専門学校に校名変更
- 2022年4月1日 - 高度情報処理科（旧コンピュータエキスパート科）、情報処理科（旧コンピュータネットワーク科）に名称変更

## 設置学科

### 工業課程
工業課程の授業は1号館で実施される。
- 高度情報処理科（3年制、募集定員20名）

工業専門課程。各情報処理技術者試験の資格取得を目指し、システムエンジニア、ネットワークエンジニア、プロジェクトマネージャー、ゲームプログラマー、Webエンジニアなどの職業を目指す。実習科目では、プログラミング言語としてC・Java・JavaScript・C#など複数の言語を習得する。さらにデータベース、ネットワーク、Webアプリケーション技術、情報セキュリティについての知識とスキルを習得し、インターネット時代の情報システムについて、設計・開発・運用までを行える能力を持つエキスパートを養成する。
- 情報処理科（2年制、募集定員30名）

工業専門課程。各情報処理技術者試験の他、Ciscoベンダー資格、MOSなどの資格取得を目指す。実習科目では、Cプログラミング、ネットワーク構築、UNIXシステム管理などのスキルを習得する。システムエンジニア、ネットワークエンジニアなどの職業を目指す。

### 商業実務課程
商業実務課程の授業は2、3、8号館で実施される。
- ビジネススペシャリスト科ビジネスマネジメントコース（2年制、募集定員290名）

留学生対象の商業実務専門課程。2年間でビジネス・日本語・コンピューターを学習し、日本や母国での就職を目指す。
- ビジネススペシャリスト科ITマネジメントコース（2年制、募集定員290名）

留学生対象の商業実務専門課程。2年間で、IT、ビジネス、日本語を学習し、プログラマやシステムエンジニアとしてIT企業への就職を目指す。
- ビジネススペシャリスト科ホテルマネジメントコース（2年制、募集定員60名）

2020年4月新設の留学生対象の商業実務専門課程。2年間で日本語能力試験・TOEICをはじめとする資格試験に挑戦し、専門士称号を
目指し、宿泊業への就職を目指す。

### 文化・教養課程
- 日本語科（2年制、募集定員170名）

法務省告示の日本語教育機関。日本語能力試験、日本留学試験の合格と、日本の大学や専門学校への進学を目指す。
授業は6号館で実施される。

## 施設・設備
- Windows 10、Linux、macOS搭載の実習用PC（デスクトップ型およびノート型）
- ネットワーク実習用Ciscoルータ
- Microsoft Visual Studio、Microsoft Office、Adobe Creative Suite、ホームページ・ビルダー、Swift 3D

## 学費支援
- 工業課程は、AO入試・学校推薦入試による学費減免（特待A合格で授業料半額を全年度、特待B合格で授業料半額を初年度、特待C合格で入学金をそれぞれ免除）
- 日本学生支援機構奨学金
- 学費分割納入

## 行事
- 入学式
- 球技大会
- 文化講演会
- オープンカレッジ
- 学園祭・季節イベント（クリスマス会など）
- スキー旅行
- 卒業制作、発表

## 事業

### 文部科学省・厚生労働省委託指定校
- 文部科学省フリーターの自立・挑戦支援事業「初級Webプログラマー短期養成カリキュラムの研究開発」
- 厚生労働省若年失業者（フリーター）のプレ就職訓練の委託

### 公的機関の委託講習実施
- 厚生労働省、都道府県、市町村、商工会議所など多くの公的機関から技術力・指導方法・実習環境についての認定
- キャリアコンサルタントによる就職支援

### 各種パソコン教室
- 市民対象　パソコン教室
- 高校教師対象　（春・夏・冬）パソコン教室
- 高校と専門学校の教育連携事業　仕事の学び場

## 交通手段
- JR武蔵野線・常磐線 新松戸駅より徒歩2分
- 流山線 幸谷駅から徒歩2分